# Pohlia imbricata
Pohlia imbricata là một loài Rêu trong họ Bryaceae. Loài này được Schwägr. miêu tả khoa học đầu tiên năm 1816.